# Pycnopsyche rossi
Pycnopsyche rossi là một loài Trichoptera trong họ Limnephilidae. Chúng phân bố ở miền Tân bắc.